# Papuatipula
Papuatipula is een ondergeslacht van het geslacht van insecten Tipula binnen de familie langpootmuggen (Tipulidae).

## Soorten
Deze lijst van 25 stuks is mogelijk niet compleet.
- T. (Papuatipula) artifex (Alexander, 1948)
- T. (Papuatipula) consiliosa (Alexander, 1971)
- T. (Papuatipula) cyclopica (Alexander, 1948)
- T. (Papuatipula) divergens (de Meijere, 1913)
- T. (Papuatipula) gressittiana (Alexander, 1971)
- T. (Papuatipula) insperata (Young, 1987)
- T. (Papuatipula) koiari (Young, 1987)
- T. (Papuatipula) leucosticta (Alexander, 1934)
- T. (Papuatipula) lieftincki (Alexander, 1971)
- T. (Papuatipula) meijereana (Alexander, 1935)
- T. (Papuatipula) melanotis (Alexander, 1948)
- T. (Papuatipula) nigritus (Young, 1987)
- T. (Papuatipula) nokicola (Alexander, 1953)
- T. (Papuatipula) novaebrittaniae (Alexander, 1935)
- T. (Papuatipula) obediens (Alexander, 1947)
- T. (Papuatipula) omissinervis (de Meijere, 1906)
- T. (Papuatipula) oneili (Young, 1987)
- T. (Papuatipula) pedicioides (Alexander, 1948)
- T. (Papuatipula) pensilis (Alexander, 1971)
- T. (Papuatipula) satirica (Alexander, 1971)
- T. (Papuatipula) staryi (Alexander, 1971)
- T. (Papuatipula) strictistyla (Alexander, 1971)
- T. (Papuatipula) surcularia (Alexander, 1947)
- T. (Papuatipula) toxopeina (Alexander, 1971)
- T. (Papuatipula) wibleae (Young, 1987)